# Néstor Gurini
Néstor Gurini (Ciudad Eva Perón, 31 de mayo de 1954-Ramos Mejía, 9 de agosto de 2018) fue un piloto de automovilismo argentino.
Participó en diversas categorías a nivel nacional y sudamericano. Fue bicampeón de Fórmula Renault Argentina en 1983 y 1984, también corrió en Fórmula 3 Sudamericana, Turismo Carretera, TC2000, Top Race y Superturismo Sudamericano.
Fundó la Escuela de Pilotos Néstor Gurini, por la que pasaron una destacada cantidad de pilotos, entre ellos Agustín Canapino. También regenteó su propio equipo, el Gurini Motorsport, que llegó a participar en Top Race V6. En los últimos años compitió en  Fórmula 1 Mecánica Argentina, donde inclusive llegó a ganar.
Falleció a los 64 años, víctima de una enfermedad.

## Nota
1. ↑  (Nombre de La Plata entre 1952 y 1955).